# Hemkade
De Hemkade is een straat en evenementenlocatie te Zaandam. De Hemkade is de noordelijke oever van het Noordzeekanaal en loopt van even voorbij de Nieuwe Zeehaven naar Zijkanaal G waar de straat over gaat in de Havenstraat. De naam is afgeleid van het adres, Hemkade 48. De locatie heeft een capaciteit van 4.000 bezoekers, en wordt sinds 1994 gebruikt voor grootschalige evenementen en feesten. Sinds 2007 heet het pand officieel North Sea Venue, en fungeert als locatie voor feesten.

## Geschiedenis
In 1947 werd op Hemkade 48 een pand gebouwd waar olievaten geproduceerd werden. De Hemkade is dus een oud industrieel pand, ontworpen in de stijl van de Amsterdamse School, architecten die tussen de Eerste en Tweede Wereldoorlog fabriekspanden in Nederland ontwierpen. Later werd het pand overgenomen door Bruynzeel, dat het gebouw gebruikte als een fabriek waar tot 1980 deuren werden vervaardigd.
In 1985 kreeg de Hemkade een nieuwe bestemming: van 1985 tot 1993 was het een sportcentrum, met o.a. squashbanen achter in het gebouw. Vanaf 1994 wordt het pand gebruikt als evenementenlocatie.
In de eerste jaren met deze bestemming werden er met name hardcore-feesten gehouden in het pand, zoals Thunderdome en Hellbound. In 1998 kwam er einde aan de grote bloei van de hardcore. Met name trance kwam opzetten. Veelbesproken was de Beatrixflyer die voor de Royal Edition op Koninginnedag 1999 werd verspreid en waarop de koningin in een gewaagde outfit te zien was. De Hemkade werd dat jaar ook de plaats voor een nieuwe organisatie: Qlass Elite, het tegenwoordige Q-dance. Dit organiseerde er old-skool-feesten. Tevens vond het spraakmakende fetisjfeest Wasteland er onderdak. In 2000 werd definitief afgerekend met het beeld van de Hemkade als hardcoretempel, toen trancefeest High Energy er gegeven werd (met o.a. Tiësto en Armin van Buuren), evenals technofestival Awakenings.
In 2001 overleed tot tweemaal toe een bezoeker van een feest van de Hemkade aan overmatig drugsgebruik, de laatste maal op het feest Wasteland. Hemkade was in deze dagen bekend onder de naam "discotheek Fundustry". Omdat het laatste slachtoffer een politieagente betrof, kreeg dit incident veel aandacht in de media en politiek. Op last van de burgemeester werd de Hemkade daarna drie maanden gesloten. Na dit incident werden "nachtfeesten" een tijd geweerd.
Op 30 maart 2002 werd het pand weer heropend, ditmaal onder de naam Q-base.